# Summer Altice

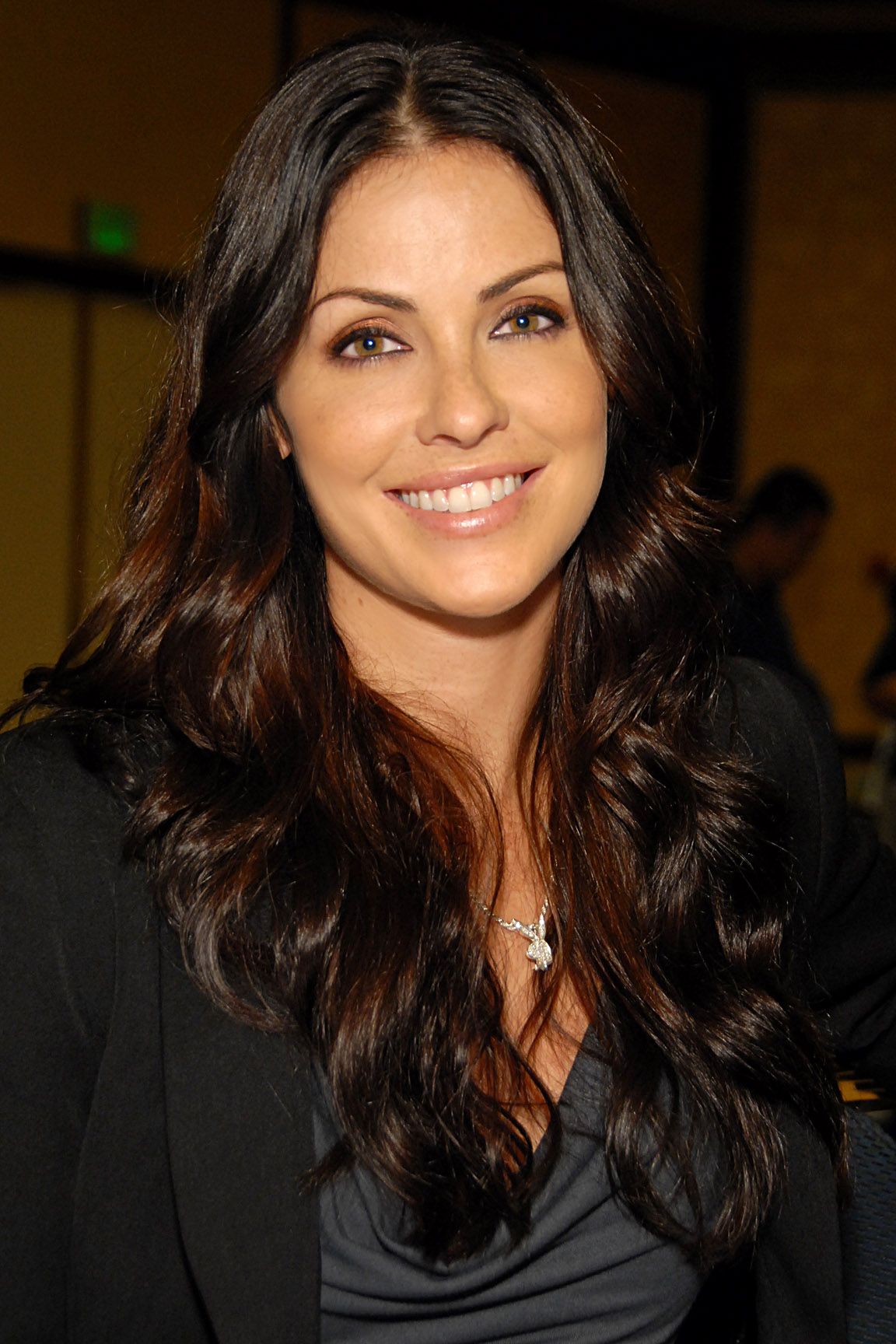
Summer Altice (2011)

Summer Danielle Altice (* 23. Dezember 1979 in Fountain Valley, Kalifornien) ist eine US-amerikanische Schauspielerin und Model, das zum Playboy-Playmate im Monat August 2000 gewählt wurde.

## Leben
Altice war auf Titelseiten auf Zeitschriften wie YM, GQ, Maxim und Max zu sehen. Außerdem hatte sie einen Auftritt in der Howard Stern Show am 18. September 2002. In der Komödie Shanghai Kiss war sie an der Seite von Ken Leung und Hayden Panettiere zu sehen.

## Filmografie (Auswahl)
- 2002: The Scorpion King
- 2002: ChromiumBlue.com (Fernsehserie)
- 2003: Emmanuelle 2000: Emmanuelle Pie
- 2003: Grind – Sex, Boards & Rock’n’Roll (Grind)
- 2005: Die Hochzeits-Crasher (Wedding Crashers)
- 2006: Ich, Du und der Andere (You, Me and Dupree)
- 2007: Shanghai Kiss

## Playboy-Magazine
- Playboy's Nude Playmates April 2001, Seite 50–51.
- Playboy's Playmate Review August 2001, Seite 56–61.
- Playboy's Playmates in Bed Vol. 5, November 2001.
- Playboy's Nude Playmates April 2002, Seite 46–49.